# اتگار کرت
اتگار کرت (عبری: אתגר קרת‎؛ ۲۰ اوت ۱۹۶۷ – ) نویسنده، اسرائیلی است. وی به زبان عبری رمان، داستان کوتاه و فیلم‌نامه می‌نویسد. وی هم‌چنین چند فیلم کوتاه و بلند نیز کارگردانی کرده است؛ که از این فیلم‌ها می‌توان به عروس دریایی اشاره کرد.

## زندگینامه
اتگار کرت در ۲۰ اوت ۱۹۶۷ در شهر رمت گن اسرائیل به دنیا آمد. او فرزند سوم پدر و مادری است که از نجات‌یافتگان واقعه هولوکاست به شمار می‌روند. وی در تل‌آویو ساکن است و در دانشگاه تل‌آویو و دانشگاه بن گوریون تدریس می‌کند. در سال ۱۹۹۲ اولین مجموعه داستان کوتاهش به نام خطوط لوله منتشر شد، که با اقبال چندانی مواجه نشد.